# Acanthophrys costatus
Acanthophrys costatus is een krabbensoort uit de familie van de Epialtidae. De wetenschappelijke naam van de soort is voor het eerst geldig gepubliceerd in 1986 door Griffin & Tranter.